# Tanjung Katung
Tanjung Katung is een bestuurslaag in het regentschap Muaro Jambi van de provincie Jambi, Indonesië. Tanjung Katung telt 3018 inwoners (volkstelling 2010).